# Курфюрст

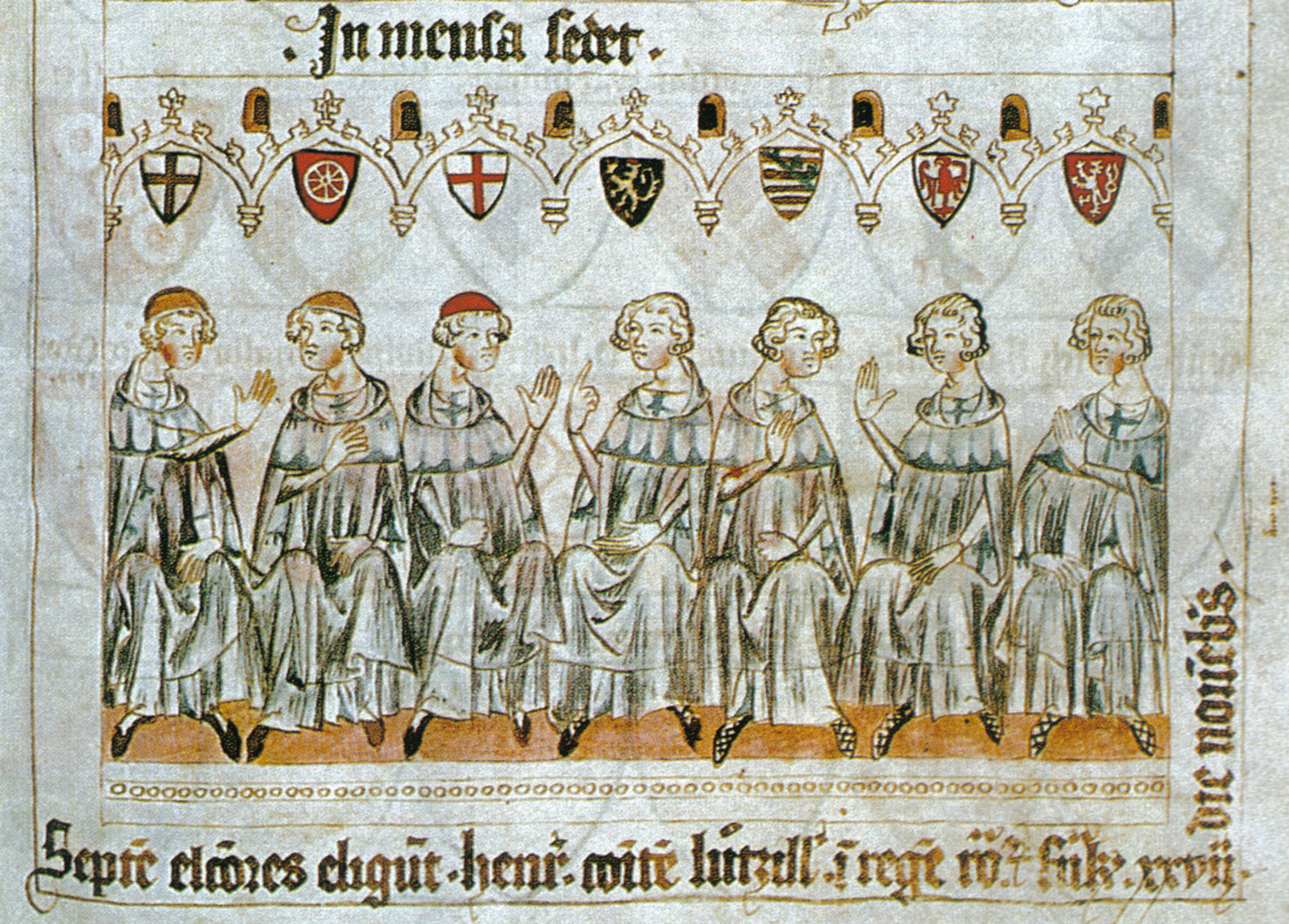
Codex Balduineus содержит первое изображение собрания курфюрстов:
Семь курфюрстов избирают Генриха VII императором. Курфюрстов можно определить по гербам (слева направо): архиепископы Кёльна, Майнца и Трира, пфальцграф Рейнский, герцог Саксонии, маркграф Бранденбургский и король Чехии

Ранний вариант курфюршеской короны

Поздний вариант курфюршеской короны

Курфю́рст (нем. Kurfürst, букв. — «князь-выборщик», от Kür — «выбор, избрание» и Fürst — «князь»; лат. princeps elector imperii) — в Священной Римской империи — имперский князь, за которым с XIII века было закреплено право избрания императора (короля) на вакантный императорский престол.
Князья-выборщики на рейхстагах составляли особую коллегию, имели достоинство короля (без тит. величества), были освобождены от суда Священной Римской империи, их владения (княжества) не дробились, и они имели право на участие в назначении рейхстагов. Избирательные князья имели специальные знаки различия: курфюрстскую мантию и шляпу. С упразднением Священной Римской империи, в 1806 году, пали и курфюрстские титулы, только Гессен-Кассель сохранил его до 1866 года.

## История
Первоначально на вакантный престол римские короли избирались всей феодальной знатью, но с середины XII века право их избрания сосредоточивается в руках трёх духовных князей — архиепископов Майнцского, Кёльнского и Трирского, и четырёх светских — пфальцграфа Рейнского и герцогов Швабского, Баварского и Саксонского.
«Возникновение института курфюрстов было связано, прежде всего, с особенностями политического развития феодальной Германии, с образованием там территориальных княжеств, длительным закреплением политической раздроблённости и ослаблением центральной власти».
Права и особые привилегии курфюрстов как признаваемые «с незапамятных времён» были документально оформлены Золотой буллой Карла IV и первоначально были привязаны к некоей общеимперской должности, которую занимал обладатель статуса курфюрста. Этот статус получили семь князей империи:
- архиепископ Майнца, как «имперский великий канцлер» Германии (нем. Reichserzkanzler, лат. archicancellarius imperii);
- архиепископ Трира, как «имперский великий канцлер» Галлии и Бургундского королевства (нем. Reichserzkanzler, лат. archicancellarius imperii);
- архиепископ Кёльна, как «имперский великий канцлер» Италии (нем. Reichserzkanzler, лат. archicancellarius imperii);
- король Богемии, как «имперский великий виночерпий» (нем. Reichserzmundschenk, лат. archipincerna imperii);
- пфальцграф Рейнский, как «имперский великий стольник» (нем. Reichserztruchseß, лат. archidapifer imperii);
- герцог Саксонии, как «имперский великий маршал» (нем. Reichserzmarschall, лат. archimarescallus imperii);
- маркграф Бранденбурга, как «имперский великий камергер» (нем. Reichserzkämmerer, лат. archicamerarius imperii).

Таким образом, по одному голосу получили Люксембурги (как владельцы богемской короны) и Аскании (как герцоги Саксен-Виттенбергские), а Виттельсбахи — два (как пфальцграфы Рейнские и как маркграфы Бранденбурга). Несмотря на это, главные противники Карла IV — два старших сына императора Людовика IV Виттельсбаха, владевшие Верхней и Нижней Баварией — были лишены избирательного голоса, которым они попеременно владели с пфальцграфами Рейнскими по договору 1329 года в Павии. Австрийские Габсбурги, являвшиеся ещё одним соперником Чехии, также не получили голоса.
К середине XV века в трёх светских курфюршествах из четырёх произошла смена династий. В 1373 году маркграфами Бранденбурга стали Люксембурги, а в 1415 году — Гогенцоллерны. Асканиев в 1423 году в Саксонии сменили Веттины. В 1437 году королём Чехии был избран Альбрехт Габсбург.
В ходе Тридцатилетней войны, после объявленной в 1623 году курфюрсту Фридриху Пфальцскому «имперской опалы», его владения вместе с титулом курфюрста были переданы герцогу Максимилиану I Баварскому. Вестфальский мир в 1648 году вернул часть этих владений и титул курфюрста наследникам Фридриха, но сохранил курфюршеское достоинство и за Максимилианом. Таким образом курфюрстов стало восемь. Пфальцграф получил новую церемониальную должность «имперского великого казначея» (нем. Reichserzschatzmeister, лат. archithesaurarius imperii).
В 1692 году герцог Брауншвейг-Каленберга Эрнст Август получил титул курфюрста и новую должность «имперского великого знаменосца» (нем. Reichserzbannerträger, лат. archivexillarius imperii). Таким образом его княжество, в дальнейшем известное по имени своей столицы, как Ганновер, стало девятым курфюршеством. В 1777 году, после того как курфюрст Пфальца Карл IV Теодор занял баварский престол, курфюршеств вновь стало восемь. Курфюрст Ганноверский в связи с этим принял освободившуюся должность имперского великого казначея.
Когда Наполеон начал перекраивать карту Европы в 1801 году, состав курфюрстов подвергся изменению. В 1803 году было отменено курфюршество Рейнских пфальцграфов, архиепископов Кёльна и Трира, курфюршеские права архиепископа Майнца были переданы вновь созданному княжеству Регенсбург. Кроме этого титул курфюрста получили:
- герцог Зальцбурга,
- герцог Вюртемберга,
- маркграф Бадена
- ландграф Гессен-Касселя[7].

Территория, управляемая курфюрстом, помимо своего обычного названия, могла также называться курфюршеством. В XVIII веке происходит усиление курфюрстов: курфюрст Бранденбургский, одновременно владевший Пруссией, принимает королевский титул, объединив наследственные владения под названием королевство Пруссия. Курфюрст Саксонии становится королём Польши, а курфюрст Ганновера становится королём Великобритании.
Институт курфюрстов прекратил своё существование после ликвидации Священной Римской империи в 1806 году. Бавария, Саксония и Вюртемберг в том же году были преобразованы в королевства, Баден стал великим герцогством, Зальцбург перешёл под власть Австрии, а Регенсбург в 1810 году — Баварии. Ганновер, включённый Наполеоном в 1807 году в состав Вестфалии, в 1814 году восстановлен уже в качестве королевства. Титул курфюрста сохранил только правитель Гессен-Касселя, сохранялся этот титул за ним и после Венского конгресса (1815 год) с добавлением «королевское высочество», что ниже по статусу чем «королевское величество». В 1866 году Гессен-Кассель был захвачен Пруссией, и титул курфюрста окончательно стал достоянием истории.

## Права и прерогативы
Князья-выборщики были облечены разного рода правами и прерогативами:
- право избирать на вакантный императорский (королевский) престол;
- право созыва собраний курфюрстов (курфюрстентогов);
- право указывать императорам (королям) на нужды государства;
- право составление избирательных капитуляций;
- право на участие в назначении рейхстагов;
- право в отчуждении имперских (королевских) земель;
- право в ленных пожалованиях.

Курфюрстам принадлежали все королевские почести, их владения были неделимыми, они пользовались свободой в судебных делах (privilegium de non evocando) и привилегией de non appellando, за ними подтверждались все регалии (горные, соляные, таможенные, монетные и так далее), они могли собирать подать с евреев и так далее.
Как только умирал император, майнцский архиепископ, в течение одного месяца, обязан был пригласить князей-выборщиков явиться на съезд в Франкфурт-на-Майне. Срок явки был установлен в три месяца. Собравшись во Франкфурте-на-Майне, князья давали присягу, что при выборах императора будут руководствоваться не личными расчётами, а заботами о благе государства и не разъедутся, пока не изберут императора. Избранный курфюрстами император короновался в городе Ахен.